# Esperanza (Sultan Kudarat)
Esperanza é um município de  primeira classe de renda municipal (d) na província Sultan Kudarat, nas Filipinas. De acordo com o censo de 1 de maio  de  2020 possui uma população de 74 696 pessoas e 19 309 domicílios.